# 山口県立山口松風館高等学校
山口県立山口松風館高等学校（やまぐちけんりつ やまぐちしょうふうかん こうとうがっこう）は、山口県山口市小郡令和三丁目にある公立の高等学校。

## 概要
山口県の「県立高校再編整備計画」により、光高校、防府商工高校、山口高校、宇部工業高校、小野田高校、厚狭高校の6校の夜間定時制課程(宇部工業高校は機械科、厚狭高校は商業科、他4校は普通科)と山口高校の通信制課程(普通科と衛生看護科)を移行し、午前部、午後部・夜間部の三部制の定時制課程の普通科と通信制課程の普通科を新設した独立した県立高校として開校した。移行される学科の募集は2021年度の募集を最後に停止する。

## 設置課程・学科
括弧内は1学年あたりの定員を表す
定時制課程
- 普通科（120名）

通信制課程
- 普通科（400名）
  - 一般コース
  - 衛生看護コース

## 沿革
- 2021年11月1日 - 山口県立高等学校等条例の一部を改正する条例の施行により設立[1]
- 2022年4月1日 - 開校

## アクセス
JR新山口駅在来線口から徒歩6分